# Campionati europei di IqFoil
I Campionati europei di IQ Foil  sono una competizione sportiva annuale organizzata dalla Federazione Internazionale della Vela. La prima edizione si è svolta nel 2020 ad Silvaplana.

## Edizioni
| Edizione | Anno | Città      |
| -------- | ---- | ---------- |
| I        | 2020 | Silvaplana |
| II       | 2021 | Marsiglia  |
| III      | 2022 | Torbole    |
| IV       | 2023 | Patras     |
| V        | 2024 | Cagliari   |

## Medagliere
| Posiz. | Nazione     | Oro | Argento | Bronzo | Totale |
| ------ | ----------- | --- | ------- | ------ | ------ |
| 1      | Francia     | 5   | 0       | 1      | 6      |
| 2      | Paesi Bassi | 1   | 1       | 4      | 6      |
| 3      | Israele     | 1   | 1       | 1      | 3      |
| 4      | Italia      | 1   | 1       | 0      | 2      |
| 4      | Norvegia    | 1   | 1       | 0      | 2      |
| 6      | Polonia     | 1   | 0       | 2      | 3      |
| 7      | Regno Unito | 0   | 4       | 2      | 6      |
| 8      | Germania    | 0   | 2       | 0      | 2      |
| Totale | Totale      | 10  | 10      | 10     | 30     |